# 이경재 (문학평론가)
이경재(1976년 ~ )은 대한민국의 문학평론가이자 대학 교수이다. 1976년 인천광역시에서 태어나 서울대학교 국어국문학과를 졸업하고 동 대학원에서 2000년 〈최상규 소설의 환상성 연구〉로 석사학위를, 2008년 〈한설야 소설의 서사시학 연구〉으로 박사학위를 받았다. 아주대학교를 거쳐, 현재 숭실대학교 국어국문학과 교수로 재직 중이다.

## 약력
2006년 《문화일보》 신춘문예에 평론이 당선되어 등단했다. 계간 《문학수첩》 편집위원을 역임하였다. 아주대학교에서 현대문학과 글쓰기를 가르쳤고, 현재 숭실대학교 국어국문학과 교수로 재직 중이다.

## 저서

### 비평집
- 《단독성의 박물관》(문학동네, 2009)
- 《끝에서 바라본 문학의 미래》(실천문학사, 2012)

### 연구서
- 《한설야와 이데올로기의 서사학》(소명출판, 2010)
- 《한국 현대소설의 환상과 욕망》(보고사, 2010)